# Fritz von Selle
Fritz Karl von Selle (* 15. Oktober 1868 in Zigahnen im Landkreis Marienwerder; † 25. Mai 1947 in Coburg) war ein deutscher Generalleutnant.

## Leben

### Herkunft
Seine Eltern waren der Rittmeister Karl Ferdinand von Selle (1837–1888) und dessen Ehefrau Marie Ottilie, geborene Vogel (* 1846).

### Militärkarriere
Selle trat aus dem Kadettenkorps kommend 1889 als Sekondeleutnant in das Infanterie-Regiment „Graf Tauentzien von Wittenberg“ (3. Brandenburgisches) Nr. 20 der Preußischen Armee in Wittenberg ein. Dort wurde er 1896 Premierleutnant und als solcher zwei Jahre in den Großen Generalstab kommandiert. Als Adjutant war Selle anschließend in Halle (Saale) bei der 15. Infanterie-Brigade tätig. 1902 erfolgte seine Beförderung zum Hauptmann sowie ein zweieinhalbjährige Verwendung als Adjutant des Direktors des Allgemeinen Kriegs-Departements im Preußischen Kriegsministerium. Er wurde anschließend für zwei Jahre Kompaniechef im 4. Garde-Regiment zu Fuß in Berlin. Daran schloss sich zunächst eine Kommandierung als Major in das Kriegsministerium an und schließlich 1909 seine Versetzung dorthin. 1912 trat er wieder in den Truppendienst über und wurde zum Kommandeur des III. Bataillons des 6. Thüringischen Infanterie-Regiments Nr. 95.
Diese Bataillon führte Selle mit Ausbruch des Ersten Weltkriegs an die Westfront und beteiligte sich an der Belagerung und Eroberung von Namur. Anschließend wurde das Regiment an die Ostfront verlegt und Selle dort am 5. September 1914 zum Oberstleutnant befördert. Nachdem der Regimentskommandeur Oberst von Berg gefallen war, wurde Selle am 23. November 1914 zum Kommandeur des Regiments ernannt. In dieser Funktion konnte er sich während der Schlacht um Łódź auszeichnen. Anfang 1916 trat das Regiment dann wieder an der Westfront an und beteiligte sich an den Kämpfen um Verdun. Nach der Schlacht von Arras wurde Selle am 18. Juli 1917 zum Oberst befördert. Nachdem sein Regiment Anfang Dezember 1917 bei Passchendaele in Flandern im verlustreichen Stellungskrieg einen wichtigen Abwehrerfolg errungen hatte, wurde Selle dafür der Orden Pour le Mérite verliehen. Am 31. Mai 1918 wurde er dann zum Kommandeur der 55. Infanterie-Brigade ernannt.
Nach dem Waffenstillstand führte Selle seine Brigade in die Heimat zurück, wo sie bis Ende Januar 1919 demobilisiert wurde. Selle übernahm dann wieder das Kommando über das 6. Thüringische Infanterie-Regiment Nr. 95, bevor er Ende Mai 1919 in die Vorläufige Reichswehr übernommen wurde. Dort wurde er zunächst als Kommandeur des Reichswehr-Infanterie-Regiments 21 in Erfurt verwendet und fungierte von April bis Ende September 1920 als Kommandeur der Festung Neiße. Am 1. Oktober 1920 sollte er dann Kommandeur des Truppenübungsplatzes Zossen werden. Am 1. Januar 1921 folgte seine Beförderung zum Generalmajor sowie die Kommandierung zur Heeresleitung nach Berlin. Am 30. September 1921 wurde Selle schließlich in den Ruhestand verabschiedet.
Selle erhielt am 27. August 1939, dem sogenannten Tannenbergtag, den Charakter als Generalleutnant verliehen.

### Familie
Selle heiratete am 24. September 1900 Margot von Fassong (* 1879), Tochter des preußischen Generalleutnants Otto von Fassong. Das Paar hatte mehrere Kinder:
- Erika (* 1901)
- Ingeborg (* 1904)
- Gerd (1909–1941) ⚭ Erna Haniel (1903–1946)

## Auszeichnungen
- Roter Adlerorden IV. Klasse[2]
- Kronenorden III. Klasse[2]
- Ehrenkreuz II. Klasse des Fürstlichen Hausordens von Hohenzollern mit Krone[2]
- Ritterkreuz I. Klasse des Ordens Albrechts des Bären[2]
- Ritterkreuz I. Klasse des Albrechts-Ordens mit Krone[2]
- Ehrenkreuz von Schwarzburg III. Klasse[2]
- Ritter des Ordens unserer lieben Frau von Vila Viçosa[2]
- Eisernes Kreuz (1914) II. und I. Klasse
- Ritterkreuz des Königlichen Hausordens von Hohenzollern mit Schwertern im April 1917
- Pour le Mérite am 6. Januar 1918
- Carl-Eduard-Kriegskreuz mit Brillanten

## Ehrungen
Die 95er-Kaserne in Coburg erhielt im Juni 1939 zu Ehren des ehemaligen Kommandeurs des Infanterie-Regiments Nr. 95 den Namen „General-von-Selle-Kaserne“.